# 布羅克豪斯百科全書

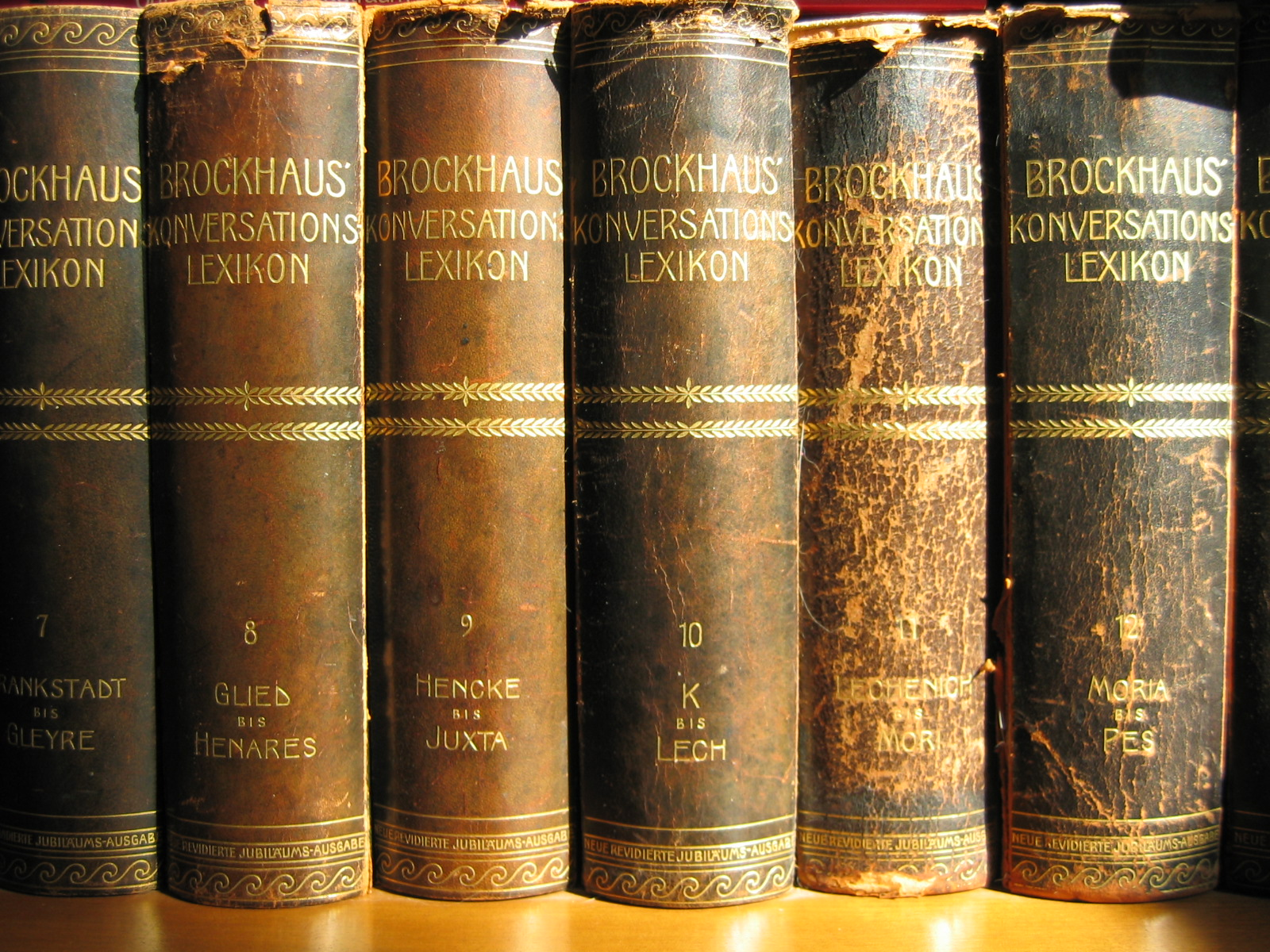
布羅克豪斯百科全書（1902）

《布羅克豪斯百科全書》（德語：Brockhaus Enzyklopädie）是由布羅克豪斯出版社所出版以標準德語來編寫的百科全書。第一版內容來自《特別為當代撰寫的百科全書》（德語：Conversations-Lexikon mit vorzüglicher Rücksicht auf die gegenwärtigen Zeiten），那本百科全書由勒貝爾（Renatus Gotthelf Löbel）和Christian Wilhelm Franke合著，於1796-1808年間在萊比錫發行。與其他同期百科全書的內容超越了以往的範圍，而且更詳細。內容包括了地理學、歷史、生物學、神話、哲學和自然史等等。
第21版已經有30萬條條目，篇幅達2萬4千頁，3萬5千幅地圖、圖片及表格。它是21世紀最大的印刷式德語百科全書。2008年2月，布羅克豪斯宣布不再發行刊印版本。
《布羅克豪斯百科全書》对19世纪俄国的百科全书影响很大。1891年俄国加尔别尔出版公司出版了8卷本《布罗克豪斯百科全书》的俄文版《案头百科词典》，后几经改变成为《格拉纳特百科词典》。1890-1907年俄国印刷业者埃夫隆与德国布罗克豪斯合作推出了《布罗克豪斯和埃夫隆百科词典》，共82卷和4卷补编，由俄国学者撰写。:58-59
德国也受《布羅克豪斯百科全書》的影响，19世纪出版了《迈耶百科词典》和《赫德尔大百科全书》:148。